# Cenotafio di Druso

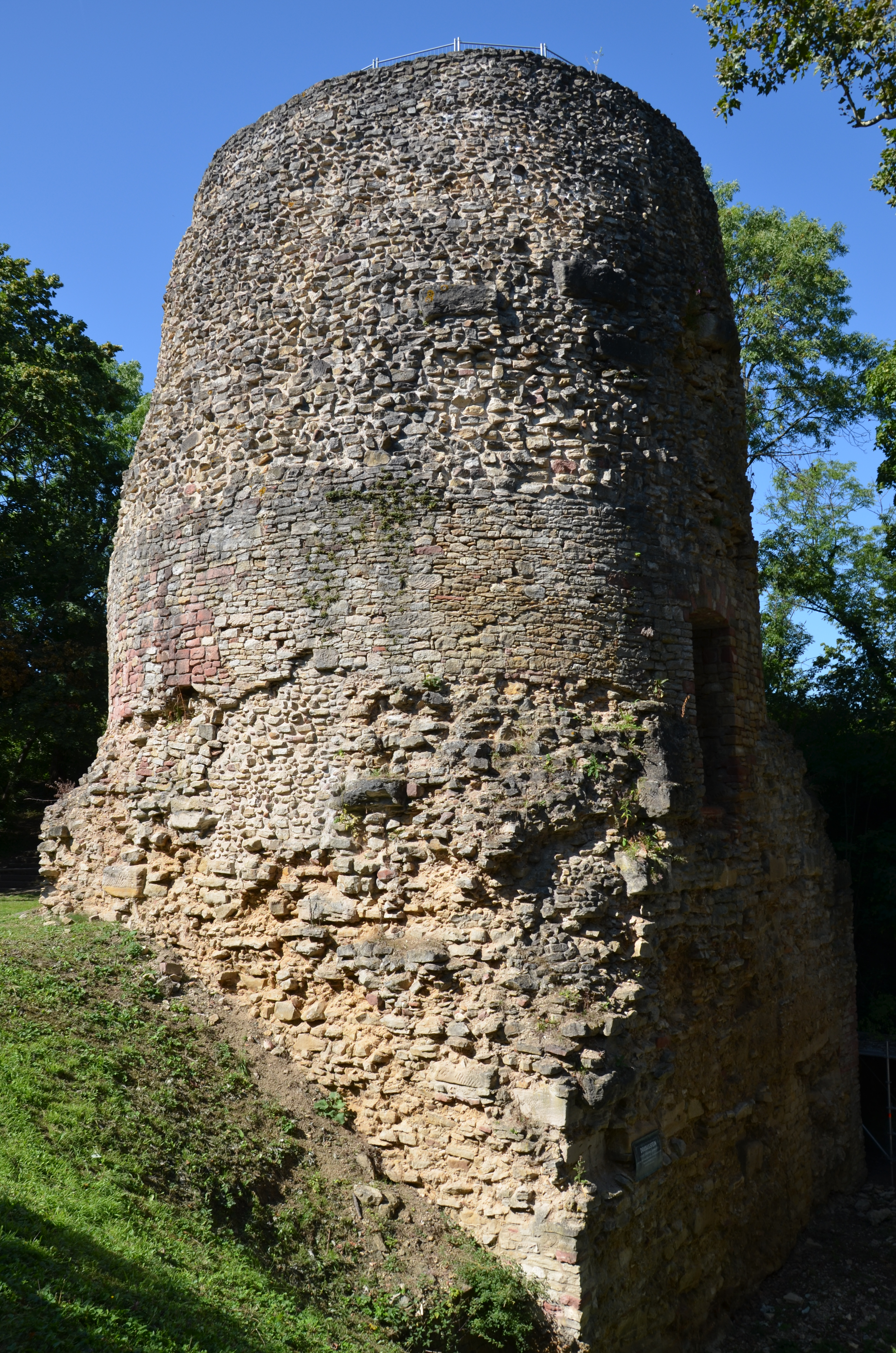
Il cenotafio di Druso a Magonza

Il Cenotafio di Druso (in tedesco Drususstein, letteralmente: Pietra di Druso) è una tomba romana risalente al I secolo d.C., le cui vestigia sono visibili sulla parte meridionale della Cittadella di Magonza.
La sua costruzione circolare è il più grande monumento funerario romano che si conservi attualmente in Germania, accanto ai resti dell'acquedotto romano (il cosiddetto Römersteine), uno dei resti dell'antico castrum legionario romano di Mogontiacum. Con la Colonna di Igel costituisce un unicum per originalità delle antiche tombe romane "fuori terra" rimaste al di là delle Alpi.

## Associazione con Druso
Il monumento è tradizionalmente interpretato come il cenotafio di Druso maggiore, figlio di Livia Drusilla, terza moglie di Augusto.
L'associazione al nome del generale romano si deve a un'iscrizione latina in cui si cita Druso sul Reno. Druso morì dopo essere caduto dal suo cavallo il 9 a.C., quando tornava dalle operazioni di conquista che portò avanti in Germania.

## Iconografia

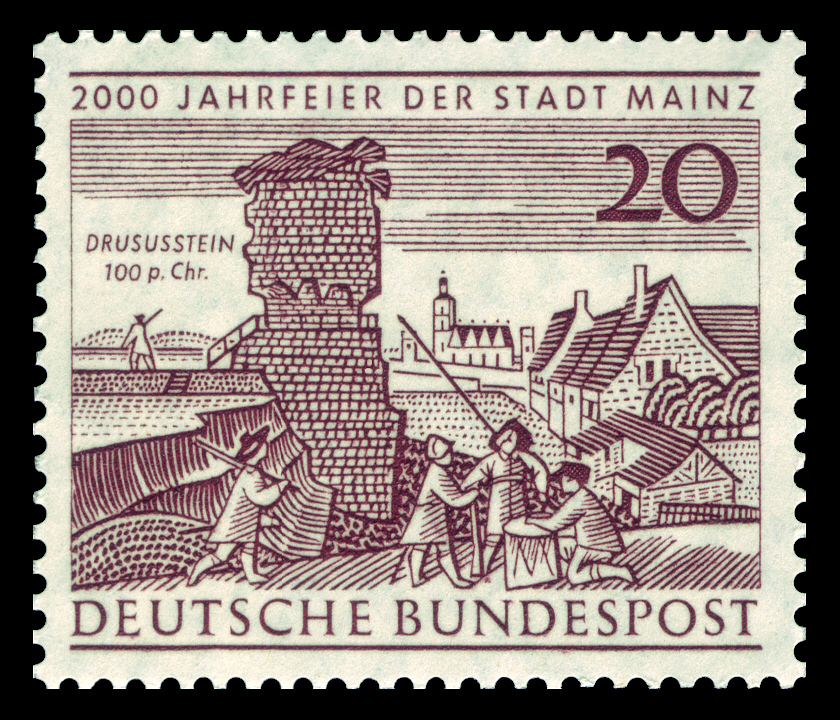
Francobollo commemorativo dei 2000 anni di Magonza

Al cenotafio di Druso è stata dedicata l'emissione di un francobollo della Deutsche Bundespost del 1962, in occasione della celebrazione del secondo millenario dalla fondazione della città di Magonza.